# Filip Bollen
Filip Bollen (Genk, 12 april 1987) is een Belgische voetbaldoelman.

## Carrière
| Seizoen | Club                 | Land             | Competitie     | Wedstrijden | Doelpunten |
| ------- | -------------------- | ---------------- | -------------- | ----------- | ---------- |
| 2006/07 | MVV                  | Nederland        | Eerste divisie | 1           | 0          |
| 2007/08 | MVV                  | Nederland        | Eerste divisie | 0           | 0          |
| 2008/09 | Excelsior Veldwezelt | België           | Derde Klasse   |             |            |
| Totaal  | Bijgewerkt tot       | 27 augustus 2008 |                | 1           | 0          |